# Centre de documentation et archives de la Radio télévision suisse
Le centre de documentation et archives de la Radio télévision suisse sont les archives de la RTS, née de la fusion de la Radio Suisse Romande et de la Télévision suisse romande. Elles sont conservées au siège de l'entreprise à Lausanne, Suisse, pour les archives sonores et à Genève, Suisse, pour les archives audiovisuelles.

## Histoire
La Télévision suisse romande a, depuis sa fondation, conservé ses archives audiovisuelles pour les regrouper dans un centre de documentation ouvert au public. 
En 2011, le site internet des archives de la TSR devient RTS et s'ouvre aux documents sonores de la Radio suisse romande (RSR).
Un grand nombre de documents audiovisuels sont également disponibles sur le site de l'association « Les archives de la RTS ». En collaboration avec plusieurs partenaires locaux, la Fondation pour la sauvegarde du patrimoine audiovisuel de la RTS a créé au début du XXIe siècle un projet participatif intitulé « notrehistoire.ch » visant à « créer une fresque en images et en sons de l’histoire de notre région ».
L'ensemble est inscrit comme bien culturel suisse d'importance nationale.

## Collections
Les archives de la RTS (pour la partie anciennement TSR) possède deux types d'archives: celles des émissions transmises par la RTS et celles de l'administration. Couvrant la période allant de 1954 à nos jours, les archives se présentent sous la forme de 65 000 bobines de film de 16 mm, ainsi que de 250 000 à 300 000 vidéos, représentant un volume d'environ 11 kilomètres linéaires.
En tant que centre de documentation, ce service met à disposition des programmes de la RTS et d'autres partenaires des documents servant à créer de nouvelles informations et émissions .